# 남해 용문사 목조지장시왕상
남해 용문사 목조지장시왕상(南海 龍門寺 木造地藏十王像)은 대한민국 경상남도 남해군 용문사에 있는 불상이다. 2005년 7월 21일 경상남도의 유형문화재 제426호로 지정되었다.

## 개요
두부가 민머리인 지장보살상은 상반신을 곧게 세워 결가부좌한 모습으로, 전체적으로 양감있고 건장한 모습이다. 신체적 특징은 무릎이 높고 像底前後徑이 넓으므로 불신의 안정감을 더해준다. 상호는 사각형에 가까우며 살집이 있고 턱 부위를 모나지 않게 표현하여 부드러운 느낌을 준다. 이마가 아주 넓은 편이고 눈썹사이에는 백호가 돌출되어 있다. 눈은 옆으로 길고 눈꺼풀이 두꺼운 편이다. 코는 콧날을 완만하게 하고 콧방울을 작게 나타냈으며, 인중은 뚜렷하고 넓게 패여있다. 도톰한 입술은 입술꼬리를 살짝 올려 미소를 띤 모습이며, 귀는 크고 두꺼우며, 귓바퀴가 뚜렷하다. 목은 짧은 편으로 3조의 융기선을 평행하게 처리하여 삼도를 표현하였다. 양손은 제1지와 3지를 맞대고 양 허벅지 위에 각각 두었는데, 왼손은 손바닥을 위로 향하고 있다. 양손의 손톱은 비교적 크며 손마디 조각도 뚜렷하게 처리하였다.
착의법은 상체에는 가슴 아래로 평행하게 보이는 승각기를 먼저 입고, 오른쪽 어깨에 편삼을 걸치고 그 위에 대의를 입었다. 엉덩이까지 길게 늘어진 대의는 목덜미에서 한번 접어서 양쪽 어깨를 덮고 흘러내렸으나, 오른쪽은 어깨부분만 감싼 변형통견식 착의이다. 대의는 양쪽어깨에서 3조의 주름선을 계단식으로 정연하게 표현하였다. 군의는 결가부좌한 양다리 아래로 넓게 드리워져있는데, 가장자리의 조각면이 매우 두껍다. 법의처리는 매우 두꺼우며 옷주름을 굵고 간략한 몇 조의 선으로 표현하였다.
좌협시 도명존자는 오른손에 석장을 쥐고, 우협시 무독귀왕은 합장은 한 채 각각 시립하고 있다. 신체에 비해 머리가 큰 편이며 어깨가 넓어 당당해보이고 온화한 인상이다. 얼굴은 방형이며 얼굴에는 미소를 머금고 있다.
시왕상들은 모두 등받이와 팔걸이, 족좌가 있는 의자에 앉아 정면을 향한 자세이며, 표현기법은 거의 동일하다. 두부에는 무독귀왕상과 같은 원류관 형태의 관을 쓰고 있으며, 손에는 홀(제5·6·7·8·9·10상)을 쥔 경우, 책과 붓(제1·2상)을 들고 있거나 손을 무릎 위에 걸친(제3상) 다양한 모습이다. 얼굴의 세부표현은 도명과 무독상과 거의 같은데, 입꼬리가 올라간 상태에서 백색 치아를 드러내어 익살스럽게 웃는 모습은 매우 해학적이다.
착의법은 역시 상체에는 紅袍를 입었고, 하체에는 청색 혹은 홍색 군의 위에 녹청·백록·청색 등의 요포를 걸쳤으며, 가슴부분에는 군의를 묶은 백색의 띠매듭이 발목까지 길게 드리워져 있다. 또한 가슴 중앙에서부터 綬를 아래로 길게 늘어뜨리고, 화문을 도드라지게 장식하였는데 이는 따로 제작하여 끼워넣은 것이다.
의자는 각각 조립하여 구성하였고, 족좌를 따로 부착하였다. 등받이 양측에는 용두장식이 있고, 팔걸이의 양측에는 鳳凰頭를 장식하고 있다.

## 참고 문헌
- 남해 용문사 목조지장시왕상 - 국가유산청 국가유산포털